# ジャージー・ボーイズ (映画)
『ジャージー・ボーイズ』（Jersey Boys）は、2014年のアメリカ合衆国のミュージカル映画および伝記映画。フランキー・ヴァリがリードボーカルのフォー・シーズンズの経歴を基にしたトニー賞受賞ミュージカル『ジャージー・ボーイズ』のクリント・イーストウッド監督による映画化作品である。
2014年6月20日に全米で公開された後、日本では同年9月27日より公開された。
サウンドトラック・アルバムは、フォー・シーズンズのオリジナル曲と、フランキー・ヴァリ役の俳優のジョン・ロイド・ヤングによるバージョンで混成されている。

## ストーリー
ニュージャージーの田舎町に住むトミー・デビートやニック・マッシはケチな犯罪で何度も警察の世話になっていたが、一方でバンドを組んでおり、弟分のフランキー・ヴァリに歌唱の才能を見出していた。マフィアとも繋がりのあるトミーとの付き合いに否定的だったフランキーの両親の心配とは裏腹に、フランキーの歌声はマフィアのボス、デカルロさえも魅了し、「困った時はいつでも助ける」と約束される。
トミーの友人ジョー・ペシの紹介で、作曲の才能もあるボブ・ゴーディオが加入し、さらにレコード会社のボブ・クルーとの契約までは漕ぎつけるが、バックコーラス以外に仕事はなく、クルーからは自分達のレコードを出す条件にヒットするクオリティーの楽曲と、レコーディング資金3500ドルを要求される。バンド名を「フォー・シーズンズ」に改名し、トミーが資金を調達してきた頃、ボブが「シェリー」(en:Sherry (song))を作り上げてきた。「シェリー」は全米で大ヒットしチャート1位を獲得、続く「恋はヤセがまん」(en:Big Girls Don't Cry (The Four Seasons song))「恋のハリキリボーイ」(en:Walk Like a Man (The Four Seasons song))も全米1位を獲得すると、テレビ出演やホールコンサートを重ね、バンドは一躍大スターへと駆け上がるのであった。しかし仕事が忙しくなった影響でフランキーは自宅を空けがちになり、生活が荒れる妻メアリーとの仲が急速に悪化、離婚に至る。
人気番組エド・サリヴァン・ショー出演の際に、高利貸しのノーマンが取り立てに現れた。トミーが用意した資金はマフィア絡みの高利貸しからの借金で、バンドの税金支払い用の貯蓄を使い込むなど金遣いの荒いトミーの借金は15万ドルにまで膨らんでいたのである。トミーの素行の悪さは多くの問題を露呈し始めており、無銭宿泊でバンドメンバー全員が拘留される原因を作っても、初めての逮捕にショックを受けるボブに対して悪びれる素振りも見せなかった。さらにバンド取材で知り合い、フランキーの恋人となっていた女性記者ロレインに手を出そうと口説いてきた事でフランキーの怒りを買う。ニックもホテルの同室で傍若無人に振る舞うトミーへの我慢が限界に来ていた。一方トミーは、フランキーとボブが個人的に契約を交わしている事を裏切りと感じていた。フランキーが借金問題の解決のためにデカルロに助けを求めると、デカルロの介入で話し合いの場が設けられたが、トミーはその借金以外にも50万ドル以上もバンドの口座に手を付けていた事が発覚。その多額の借金は、バンドの成功を守るためだとフランキーが肩代わりをする事におさまる一方、ニックはバンドからの脱退を宣言、トミーは金を貸したマフィア達の監視の行き届くラスベガスから出られない身となる。
残ったフランキーは返済に向けてボブとバンドの再出発を開始、新メンバーを入れるなどし年間200日のステージを重ねるが、元妻メアリーから、娘フランシーヌが家出や薬に手を出すほど道を踏み外してしまっている事を聞く。歌手になる夢と才能を持った娘を立ち直らせるために力を貸す約束をするフランキーだったが、やっと借金を完済する頃、フランシーヌがオーバードースによって命を落としてしまう。激しく落ち込むフランキーに、ボブは新曲を手渡す。この曲が後世まで語り継がれる名曲「君の瞳に恋してる」であり、この曲を歌うフランキーは観衆から喝采を受け涙する。
それから23年、「ロックの殿堂」で表彰を受ける事になったフォー・シーズンズは表彰式の会場で再会を果たす。フランキーとトミーもお互いの再会を祝福し、25年ぶりに4人揃って往年のヒット曲を披露すると、4人はまるで若い頃に戻ったように一つになった。

## キャスト
※括弧内は日本語吹替
- フランキー・ヴァリ - ジョン・ロイド・ヤング（英語版）（川島得愛）
- トミー・デヴィート - ヴィンセント・ピアッツァ（英語版）（高橋広樹）
- ボブ・ゴーディオ - エリック・バーゲン（英語版）（前田一世）
- ニック・マッシ（英語版） - マイケル・ロメンダ（松田健一郎）
- ボブ・クルー - マイク・ドイル（英語版）（滝知史）
- ジップ・デカルロ（英語版） - クリストファー・ウォーケン（立川三貴）
- ノーム・ワックスマン - ドニー・カー
- メアリー・デルガド - レネー・マリーノ（林真里花）
- フランシーヌ・ヴァリ（17歳時） - フレイヤ・ティングレイ
- フランシーヌ・ヴァリ（7歳時） - エリザベス・ハンター
- フランシーヌ・ヴァリ（4歳時） - グレース・ケリー
- ロレイン - エリカ・ピッチニーニ（恒松あゆみ）
- フランキーの母 - キャサリン・ナルドゥッチ（英語版）
- フランキーの父 - ルー・ヴォープ
- ジョー・ペシ - ジョーイ・ルッソ
- ニック・デヴィート - ジョニー・カニツァロ（英語版）
- ドニー - ジェレミー・ルーク（英語版）
- ストッシュ - ジェームズ・マディオ
- ヴィート - スティーヴ・シリッパ（英語版）
- 会計士 - バリー・リヴィングストン（英語版）
- ジョー・ロング（英語版） - ロブ・マーネル
- チャールズ・カレロ - マイルス・オーブリー
- エンジェル#1 - キム・ゲイトウッド
- エンジェル#2 - ジャッキー・セイデン
- エンジェル#3 - カイリ・ラエ
- エド・サリヴァン - トロイ・グラント
- ミス・フランキー・ノーラン - ヘザー・ファーガソン・ポンド
- ビリー・ディクソン - ジョン・グリフィン
- ハル・ミラー - チャズ・ラングレー
- アワー・サンズ・オーナー - ビリー・ガーデル
- ウェイトレス - フランチェスカ・イーストウッド（英語版）
- エンジニア - ショーン・ウェーレン

## 製作
2010年、グレアム・キングのGKフィルムはブリックマンおよびエリスによる脚本でミュージカルの映画化権を獲得した。2012年8月までにジョン・ファヴローが監督として契約し、キャスティングが始まった。2012年11月、『バラエティ』誌はワーナー・ブラザースが映画化から手を引いたと伝えたが、2013年5月、フォー・シーズンズのリード・シンガーのフランキー・ヴァリはインタビューで、映画の製作は進行中であり自身の役のキャスティングに関わると語った。

## 評価
レビュー・アグリゲーターのRotten Tomatoesでは226件のレビューで支持率は51%、平均点は5.90/10となった。Metacriticでは44件のレビューを基に加重平均値が54/100となった。

## 受賞
- 第39回報知映画賞・海外作品賞[11]
- 第88回 キネマ旬報ベスト・テン外国映画ベスト・ワンおよび外国映画監督賞（クリント・イーストウッド）[12][13]
- 第38回日本アカデミー賞 優秀外国映画賞[14]
- 第57回ブルーリボン賞・外国作品賞[15]
- 第10回おおさかシネマフェスティバル[16][17]
  - 海外映画監督賞（クリント・イーストウッド）
  - 2014年度ベストテン 第2位（海外映画の部）